# Carlos Lee
Carlos Noriel Lee (nascido em 20 de junho de 1976) é um ex-jogador profissional de beisebol que atuou como primeira base e campista esquerdo na Major League Baseball de 1999 até 2012 com o Chicago White Sox, Milwaukee Brewers, Texas Rangers, Houston Astros e Miami Marlins. Lee conseguiu 17 grand slams na carreira, o colocando em sétimo na história da MLB, empatado com Jimmie Foxx e Ted Williams.